# 严肃的骨头
《严肃的骨头》，是2008年的免费冒险游戏，由开发并发行。布兰登·钟将在《雷神之锤II》首创的Id Tech 2引擎略加修改后用于该游戏，许多配乐是由過世多年的哈维尔·库加特演奏，源自王家卫导演的电影。设计师在前后一年开发周期里设计出四个版本，与发行版相比，初版包含更多第一人称射击游戏的典型元素。接下来的版本改朝不同方向发展，玩法更偏向间谍游戏风格。2008年8月，《严肃的骨头》针对平台发布。
《严肃的骨头》获得电子游戏新闻界好评。网站的查尔斯·奥涅特认为游戏时间虽短，但惊奇连连，体验愉悦，还有文章把《严肃的骨头》与《絕地要塞2》、《传送门》相提并论。游戏获得赞誉的方面包括情节凝聚力、游戏氛围，以及在极短时间内引起玩家兴趣又不致感到仓促或内容残缺的能力。《严肃的骨头》获2008年游戏隧道特别奖最佳艺术游戏奖。2012年，游戏续作《三十航班之恋》面世。

## 游戏玩法

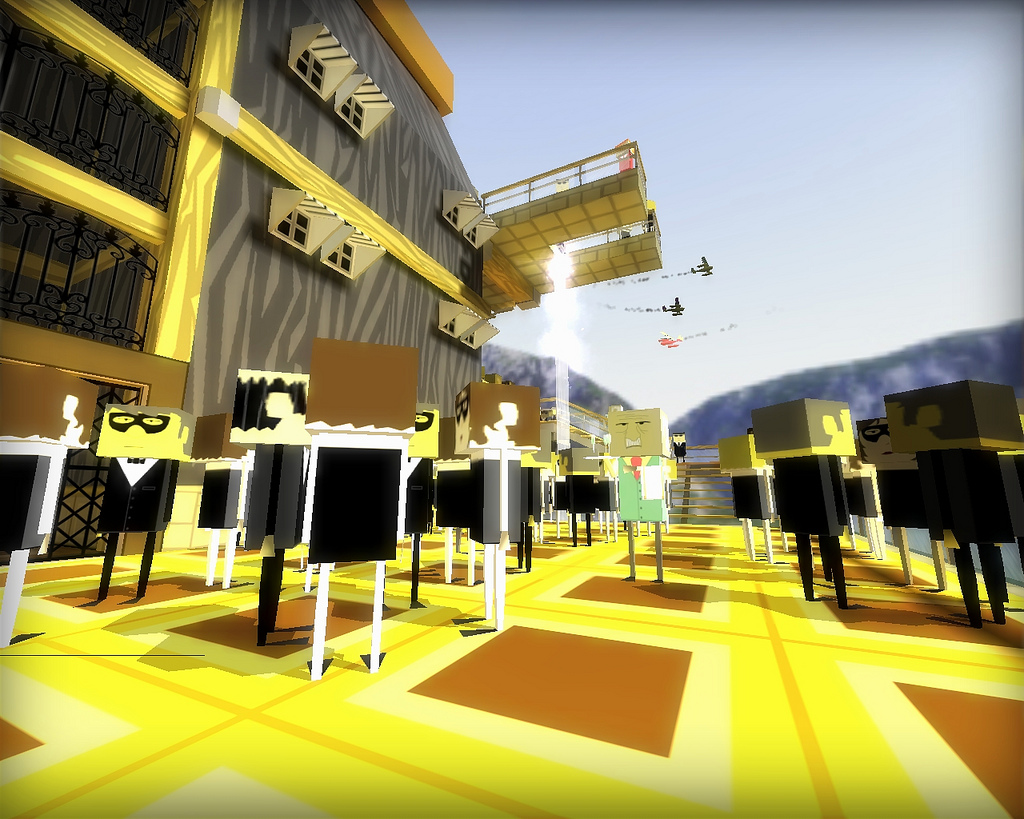
《严肃的骨头》的游戏界面没有抬头显示功能，而是通过与各种对象及环境交互获得目标和指引。

《严肃的骨头》属第一人称视角冒险电子游戏，时长约二十分钟，背景设在名为新艾利斯（Nuevos Aires）的虚构城市。游戏共两关，玩家需操纵未透露姓名的间谍完成多个任务。玩家操纵的间谍在第二关后半部追逐某不明身份女子，最终被对方杀害结束游戏。这样的设计是有意为之，目的是让玩家对情节演变一无所知。
玩家执行任务期间需要同各种对象及环境互动，换取目标和指引。第一关的教程系统属隐藏内容，可以演示包括对象交互及活动在内的常规游戏元素。玩家需将受污染的饮品送给未指定的非玩家角色来完成第一关。第二关的基本游戏格局与第一关相同，玩家需要达成一系列平台游戏风格的动作及目标。

## 开发

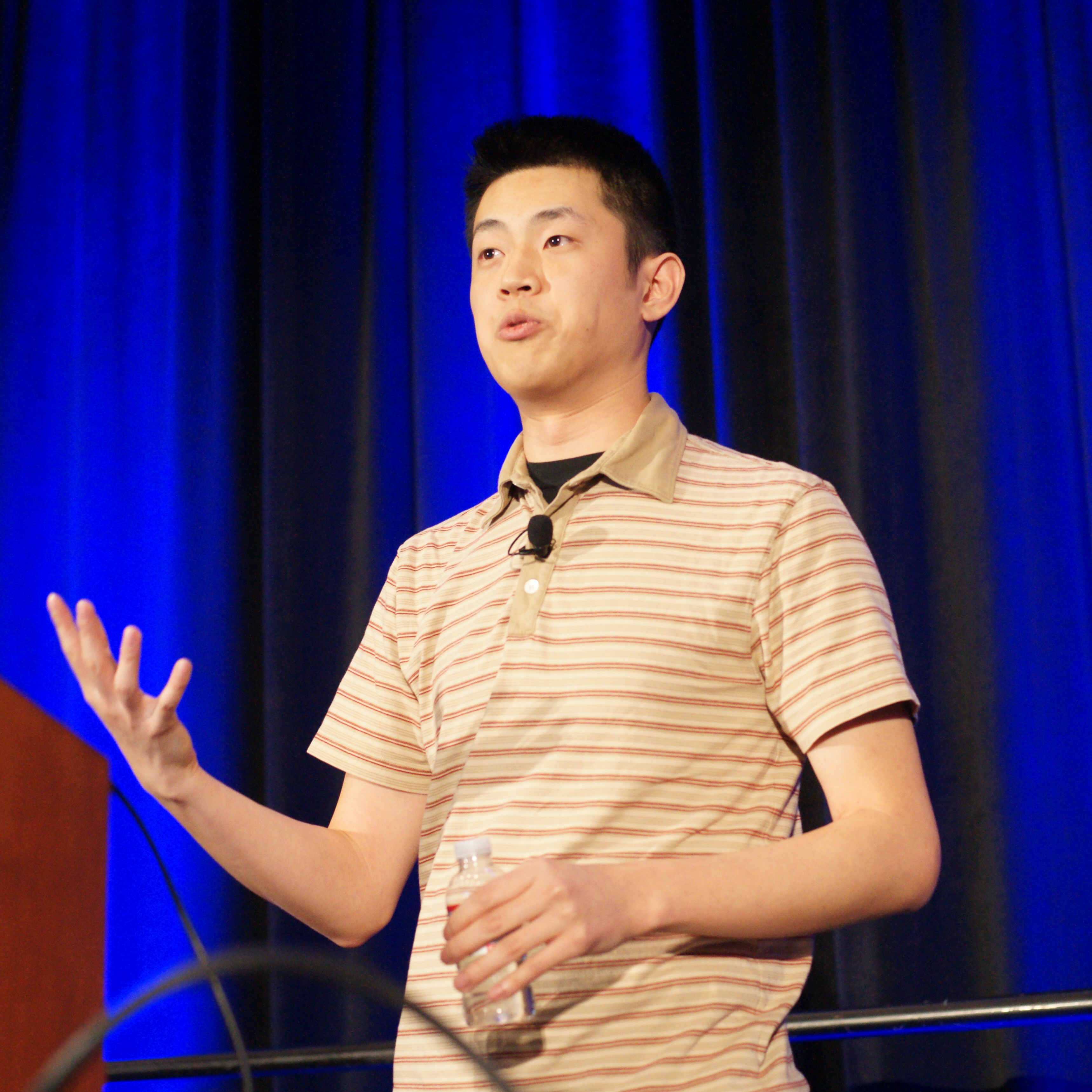
布兰登·钟（图）用一年时间开发出多个游戏版本

《严肃的骨头》由发行，布兰登·钟（Brendon Chung）独力开发，他是的关卡设计师，曾参与《全能战士》（Full Spectrum Warrior）和《指环王：征服》（Lord of the Rings: Conquest）等游戏研发。《严肃的骨头》开发周期约为一年，钟共设计出四个版本。他在接受采访时表示，这款游戏的初使设计和构想同最终成品截然不同。与发行版本相比，初版《严肃的骨头》根据《雷神之锤II》系列地图（意为“公民阿贝乐”）设计，包含更多第一人称射击游戏的典型元素。据钟介绍，玩家在第一版就是拿着枪到处跑，“四处开枪，还有东西爆炸”。接下来的版本改朝不同方向发展，玩家变成“时刻不忘入侵”的黑客。
第三版更偏向间谍游戏风格，取消初版中大部分第一人称射击元素，玩家“试图在不被发现的情况下悄悄消灭敌人”。钟还多次修改游戏来达成构想，“它（游戏）一直在变啊变啊变，直到变得更以情节为主导时止。”据设计师透露，他觉得《严肃的骨头》不应该做成第一人称射击游戏，所以不断加入非传统元素。钟还称，他始终觉得“英雄永远不会开枪，所以身上总带着各式各样的工具，如电钻、罐装压缩氟利昂、螺丝刀等，我觉得这样既有趣又好玩”。
设计师将id Software在《雷神之锤II》首创的Id Tech 2图形引擎修改后用于游戏开发。据钟表示，虽然他已经接触过更新，更“强大而灵活”的游戏引擎，但他还是选择已在开源平台发布的老引擎，这样就可以免费重新发布。《严肃的骨头》简报中的语音是用文字转语音合成，配乐包含哈维尔·库加特（Xavier Cugat）的三首歌曲，分别是《玛丽亚·埃琳娜》（Maria Elena）、《巴西》（Brazil）和《背信弃义》（Perfidia）。其中《玛丽亚·埃琳娜》和《背信弃义》曾在王家卫执导的1990年电影《阿飞正传》中采用。钟对此表示，他很喜欢王家卫的电影，所以选择其中的音乐：“他拍的电影非常好看，我一直都希望能在电子游戏中使用同样的音乐。”他还称，王家卫的电影对游戏开发影响很大。

## 反响
网站的查尔斯·奥涅特（Charles Onyett）认为《严肃的骨头》“既有英雄主义色彩，又有反派立场”，玩家可以任选其一。他对游戏各方面都很满意，称赞《严肃的骨头》把视觉表现力、配乐和特效凝聚起来，结合几乎无法理解的情节，创造出独特的力量氛围。在奥涅特看来，游戏“体验愉悦，短暂的时间内始终惊奇连连”。（Anthony Burch）在Destructoid网站同样给予游戏好评，称赞其“风格如此统一，一直都既酷又怪而且极富想像力，这他妈根本没法儿让人不喜欢——哪怕游戏结束时你突然懵了完全搞不清状态也一样”。他对游戏的技术和设计也很满意，对游戏选择的风格和“几乎令人难以置信”的高光效果深感佩服。伯奇表示，玩这款游戏令人赏心悦目，“仅凭氛围和风格就能让你一直走到终点，只觉得结束得太快。”
独立游戏源网站的德里克·余（Derek Yu）把《严肃的骨头》和《传送门》相提并论，认为设计者“在图形设计领域表现出无可挑剔的天赋”。在他看来，现代第一人称射手游戏玩家经常不得不面对如同真人娃娃的可怕角色，相比之下，本游戏中那些方脑壳的角色绝对更讨喜。余还进一步指出，游戏虽然只有两关，但已经包含足够的色彩和勇气，足以冲击2008年末的游戏业界。优雅极客网站对《严肃的骨头》及续作《三十航班之恋》都感到满意，两作评分都有八分（最高十分），称“两款游戏乐趣都在于留心寻找所有细微的环境线索，然后用你的想象力把它们连接起来”。文中还称，与图形和技术创新相比，两款游戏都更注重情节元素，并称赞两者的“真正强项是在极短时间内讲故事的能力”。
在网站发文，声称有电脑的用户就应该玩一玩《严肃的骨头》，还表示本作在他近来玩过的电脑游戏中可谓非常酷。网站刊登基隆·吉伦（Kieron Gillen）的评论文章，称《严肃的骨头》将《刺客任务》、《无人永生》和《绝地要塞2》的游戏智慧融合起来，是他在《粘粘世界》后玩过最机智的游戏。他对游戏各方面都很满意，称赞这款“独立艺术游戏的主要作用就是让你每时每刻都能感受到乐趣”。此外，《严肃的骨头》还获得2008年游戏隧道特别奖最佳艺术游戏奖。

## 续作
2012年7月，《严肃的骨头》续作《三十航班之恋》面世，奖励在发布播客的用户，起初只向支持者发行，后在游戏平台销售，消费者可以一同获得《严肃的骨头》。《三十航班之恋》与前作的情节没有直接联系，讲述主要角色在抢劫期间遇到另外两个人物，然后情节朝意想不到的方向发展。与前作一样，续作也得到评论界好评，虽然情节非常简短，而且不是按直线发展，但对电子游戏而言十分新颖。

## 影响
《严肃的骨头》源代码经GNU通用公共许可证授权发布，游戏爱好者将其移植到其他平台，如和掌上平台。